# Cancer Immunology Research
Cancer Immunology Research è una rivista medica mensile sottoposta a revisione paritaria e pubblicata dall'American Association for Cancer Research. Tratta di ricerche e sperimentazioni cliniche relative allo studio dell'immunologia del cancro. I caporedattori sono Robert D. Schreiber e Philip Greenberg. La rivista è stata fondata nel 2013.

## Indicizzazione
Gli abstract e gli articoli sono indicizzati da:
- Biological Abstracts[2]
- BIOSIS Previews[2]
- Embase[3]
- Index Medicus/MEDLINE/PubMed[4]
- Science Citation Index Expanded[2]
- Scopus[5]

## Articoli notevoli
Esempi presenti su it.wiki
- David A. Schaer, Sadna Budhu e Cailian Liu, GITR pathway activation abrogates tumor immune suppression through loss of regulatory T cell lineage stability, in Cancer Immunology Research, vol. 1, n. 5, novembre 2013,  pp. 320-331, DOI:10.1158/2326-6066.CIR-13-0086. URL consultato il 29 gennaio 2018. (checkpoint immunitario)
- Martin C. Mihm e James J. Mulé, Reflections on the Histopathology of Tumor-infiltrating Lymphocytes in Melanoma and the Host Immune Response, in Cancer immunology research, vol. 3, n. 8, 2015-8,  pp. 827-835, DOI:10.1158/2326-6066.CIR-15-0143. URL consultato l'8 ottobre 2017. (Melanoma)